# 朱天心
朱天心（1958年3月12日—），為臺灣眷村文學的代表作家。

## 經歷
父親朱西甯，母親劉慕沙，胞姐朱天文、胞妹朱天衣。
1959年，朱西甯因軍職調至臺北而舉家搬遷，1960年桃園僑愛新村眷舍。此後朱天心一家陸續居住在板橋僑愛新村、婦聯一村與內湖一村，直到1972年才遷入都市邊緣的新興社區， 這段幼年的經驗奠定了朱天心對於眷村生活的認同，並在日後完成《想我眷村的兄弟們》，被認為是眷村文學的代表者。:21
朱天心寫作起步極早。國中時期朱天心便開始寫作，作品多發表於《中國時報》，並受到當時【人間副刊】主編高信疆的甚大重視；1977年，出版短篇小說集《方舟上的日子》與北一女中就讀時寫成的長篇散文《擊壤歌》，盛名於文壇。尤其《擊壤歌》可謂臺灣高中版的《未央歌》而引發風潮。臺灣大學歷史系畢業後，專職寫作。曾任《三三集刊》主編，其作品多次榮獲時報文學獎金獎、聯合報文學獎、台北文學獎、洪媽從小說獎、中國文藝協會文藝獎章等多項文學獎。
1974年，旅居日本的胡蘭成應中國文化學院（今中國文化大學）之邀來臺灣，惟因曾為汪精衛政府的幕僚，當年往事難被接受，遂應想寫張愛玲傳的朱西甯的安排，移居朱家隔壁；也因此成為朱天心、朱天文等人的私人教師。胡蘭成對朱天心影響甚鉅，如《擊壤歌》中朱天心便常引用大篇幅胡蘭成的話 ，外界也有對《三三集刊》的年輕作家「張腔胡調」之稱。此外，1979年與1980年，朱天心與朱天文兩次至日本東京拜訪胡蘭成，東京也成為朱天心日後最常旅遊之地與小說中重要的「原鄉」之一。

## 政治活動
朱天心數次參與政治活動，政治立場傾向統派，1992年曾經參與朱高正創立的中華社會民主黨，並參選國大代表補選；1995年代表中華社會主義黨於新竹縣參選第三屆立法委員；2004年又參與民主行動聯盟，於2006年底參與倒扁活動。 2008年在第七屆立委選舉中，曾為北一女的同學、新黨候選人雷倩站台。

## 文學風格與評價
早期作品如《擊壤歌—北一女三年記》、《方舟上的日子》，無論散文或小說都是直接取材自家庭、校園生活，筆風純淨，浪漫而軒揚，被歸類為「閨秀作家」。但眷村出生的背景，同樣影響朱天心寫作的取材、撰寫風格，指標性的作品為1989年出版的《我記得》，當年天安門事件、鄭南榕自焚以及侯孝賢拍攝的《悲情城市》上映，社會運動風起雲湧，也讓朱天心的文風驟變，轉入政治批判。
朱天心的身分認同，不斷被學界討論，在文化界與學界針對朱天心作品的研究被稱為「朱天心現象」，何春蕤認為朱天心自身的認同壓力是源自眷村文化的「想像的中心觀」 孫潔如則認為朱天心雖然承受認同的壓力，但並非是想要立場正確的合於主流，而是想要爭取「不被簡化」的論述，因此在作品中小心翼翼的處理認同問題。 比較文學學者楊如英在評介《古都》時指出朱天心應是認同臺灣本土，但對於本土論述採用負面思考的方式，是在揭露本土論述有關「愛臺灣」的觀點過於狹隘，且拒絕被固定在他人論述的位置。
楊翠則以朱天心〈從前從前有個浦島太郎〉為例，指出小說對政治神話的除魅，實是誤讀「真相」（黨國教化系統）與錯認「鬼魅」（台灣民主化運動）。

## 家庭
夫謝材俊，子謝海盟。

## 著作
主要著作篇目查詢系統--「台灣作家作品資料庫」 （页面存档备份，存于）
- 《擊壤歌》 ISBN 957-522-309-8
- 《時移事往》
- 《未了》
- 《台大學生關琳的日記》
- 《昨日當我年輕時》
- 《我記得……》 ISBN 957-32-0224-7
- 《方舟上的日子》ISBN 957-9528-31-4
- 《當代作家兒童文學之旅第四卷》
- 《想我眷村的兄弟們》 ISBN 957-708-000-6
- 《漫遊者》 ISBN 957-522-307-1
- 《二十二歲之前》 ISBN 957-522-312-8
- 《小說家的政治週記》 ISBN 957-13-0977-X
- 《朱天心作品集》
- 《古都》 ISBN 957-708-492-3
- 《古都風韻（清水賢一郎譯本）》 ISBN 4-336-04133-4
- The Old Capital（Howard Goldblatt《古都》英譯本） ISBN 978-0-231-14112-3
- 《獵人們》 ISBN 9867810813（2005/09/28 印刻出版）
- 《初夏荷花時期的愛情》 ISBN 9789866377495 獲2009年九歌年度小說獎、2011年台北國際書展大獎
- 《三十三年夢》
- 《那貓那人那城》

## 合著
- 《下午茶話題》（朱天文、朱天心、朱天衣）ISBN 957-708-017-0
- 《三姊妹》（朱天文、朱天心、朱天衣）ISBN 957-331-265-4
- 《學飛的盟盟》（朱天心、謝海盟）ISBN 986-7810-55-4
- 《小說家族》

## 主編
- 《七月流火》（馬叔禮、謝材俊、朱天文、朱天心主編）
- 《三三集刊》

## 朗讀
- 天心, 朱. . . 2018  [2019-06-18]. 鏡文化. （原始内容存档于2019-06-30）.

## 延伸閱讀
- 清水賢一郎著，張季琳譯：〈「記憶」之書——導讀朱天心《古都》日文版 （页面存档备份，存于）〉。

### 註腳
1. ↑  臺灣女人. . 國立臺灣歷史博物館. （原始内容存档于2021-09-06） （中文（臺灣））.
2. 1 2  孫潔茹. . 成功大學歷史研究所博士論文. 2005: 13.
3. ↑  莊宜文. . 國文天地. 1998年1月, (152-153): 62-75, 58-70.
4. ↑  孫潔茹，外省第二代的認同歷程-以朱天心及其小說為例，《文化研究月報》2004年6月。
5. ↑  劉新圓. . 財團法人國家政策研究基金會. 2006-09-20. （原始内容存档于2007-12-15）.
6. ↑  田, 威寧. . 國立政治大學中文系碩士論文. 2008: 33.
7. ↑  陳德倫. . 報導者. 2022-03-18  [2023-08-11]. （原始内容存档于2023-08-11）.
8. ↑  吳, 忻怡.  (PDF). 臺灣社會學刊. 2008-12, (41): 2  [2025-06-12]. （原始内容存档 (PDF)于2025-01-20）.
9. ↑  何, 春蕤.  (PDF). . 時報. 1994: 335–343. ISBN 957-13-1466-8.
10. ↑  楊如英. . 台灣文化研究網站. 1998  [2023-08-11]. （原始内容存档于2022-07-09）.
11. ↑  楊, 翠. . 跨領域的台灣文學研究學術研討會論文集. 2006.